# Edmond Largier
Edmond Largier, né le 1er juin 1873 à Villeneuve-de-Berg (Ardèche) et mort le 26 septembre 1953 à Paris, est un homme politique français. Il est conseiller général de Villeneuve-de-Berg de 1922 à 1940 et député de l'Ardèche de 1928 à 1932.

## Biographie

### Origines et débuts professionnels
Félix Edmond Largier voit le jour le 1er juin 1873 à Villeneuve-de-Berg, il est le fils cadet de Noé Largier (1824-1889), tailleur d'habit qui fut vice président du Comité républicain de l'arrondissement de Largentière. Sa mère Marie Vianet était ménagère à Villeneuve. Après des études dans les écoles laïques de Villeneuve-de-Berg, Largier quitte la maison familial à 15 ans et monta à Paris puis gagna l'Angleterre ou il apprit l'anglais. Edmond Largier épouse le 3 septembre 1902 à Saint-Julien-en-Genevois Marthe Duval, fille de César Duval député puis président du conseil général de Haute-Savoie.

### Une carrière dans l'immobilier
Installé à Paris, Largier se lance dans l'immobilier et il crée sa propre agence "Les Ambassades" où grâce à son travail, il se fait connaître dans la capitale. Il fonde la Chambre syndicale des agents immobiliers de France et il en sera le président durant de nombreuses années. À Paris, il rejoint la Société des ardéchois de Paris ou il assumera les fonctions de secrétaire, vice président puis enfin président.

### Les débuts (1914-1922)
Ayant décidé de s'investir en politique, Edmar Largier rejoint les Parti républicain, radical et radical-socialiste et c'est ainsi qu'il se présente lors des législatives du 26 avril et 10 mai 1914 dans la 2e circonscription de Privas (regroupant les cantons d'Antraigues, Aubenas, Bourg-Saint-Andéol, Villeneuve-de-Berg et Viviers) et tenu depuis 1911 par Félix Chalamel. Au premier tour, il aura manqué 218 à Largier pour se hisser au second tour mais il est devancé par le député sortant qui obtient 42,23 % contre 16,73 pour Paul Champetier (maire de Vals-les-Bains), 16,22 % pour M. Robert (maire d'Aubenas), Edmond Largier obtiendra 15,36 % et son soutien avec celui du maire Aubenas à Champetier permettra l'élection de ce dernier avec 53,69 % contre 46,31 pour Chalamel. Durant la guerre, il est mis à la disposition de l'état major du général Pershing et à la fin de la guerre en 1918, il reprend ses activités politiques avec une nouvelle candidature lors des législatives de 1919 au sein de la liste d'Union et de concentration républicaine composé de Paul Bourély, Édouard Roche, Louis Antériou et Félix Chalamel. Mais seul Antériou sera élu de la liste. Le décès du maire et conseiller général de Villeneuve-de-Berg Édouard Maurel en janvier 1022, le pousse à se lancer à sa succession mais le duel s'annonce difficile face au conseiller d'arrondissement Delphin Amblard. Le 5 mars 1922, Edmond Largier entre au conseil général de l'Ardèche en devenant conseiller général de Villeneuve-de-Berg au premier tour en obtenant 55,18 % contre 37,66 pour Amblard suivi du communiste Gaston Landraud avec 6,88 et 0,28 % pour divers candidats.

### L'apogée (1922-1932)
Ayant désormais un mandat électif, Largier s'impose comme un des patrons des radicaux du département et il déclinera d'être candidat lors des législatives de 1924. Candidat investi par les républicains, radicaux et radicaux-socialistes pour les élections législatives du 22 et 29 avril 1928, Edmond Largier arrive nettement en tête avec 47,97 % des suffrages devant le communiste Vincent Mortier 23,53 % et le député sortant Sully Eldin (maire SFIO de Vallon) qui réalise le score médiocre de 22,96 %, 4,23 pour Emile Chadouard, Amédée Meynier fait 1,19 et enfin René Chezel avec 0,13 % des voix. Le retrait de Sully Eldin en faveur de Mortier ne changera pas la donne avec l'élection de Largier comme député de la 2e circonscription de Privas (quasiment la même qu'en 1914 sauf le canton de Thueyts qui remplace celui d'Antraigues) en obtenant 52,87 % des suffrages contre Vincent Mortier 42,30 % et 4,83 % pour d'autres candidats.
Il arrive en tête dans les cantons d'Aubenas, Bourg-Saint-Andéol, Villeneuve-de-Berg et Viviers alors que Vincent Mortier est vainqueur dans celui de Thueyts. Devenu député, Largier s'inscrit au groupe de la Gauche radicale et siège dans les commissions de l'enseignement et de la législation civile et criminelle et à partir de 1930, dans celle des affaires étrangères. Auparavant, il fut réélu conseiller général le 1er octobre 1928 avec 77,95 % contre 22,05 % pour le candidat communiste Giry.
A l'Assemblée nationale, Edmond Largier s’intéresse aux questions immobilières en intervient régulièrement sur ses sujets et dépose plusieurs propositions de loi. Souhaitant briguer un second mandat, Largier se lance lors des législatives de 1932 où il arrive en tête lors du premier tour avec 43,49 % des voix contre 32,97 pour le maire socialiste de Largentière Édouard Froment, le radical Georges Coudène réalise 14,59 % et le communiste Louis Argout fait 8,95 %. Non soutenu par Coudène, le député sortant doit faire face à une fronde des maires de sa circonscription ainsi qu'à une campagne dure à son encontre et c'est ainsi que Edmond Largier sera battu par Froment en totalisant 46,58 % alors que le candidat SFIO obtient lui 50,49 % des voix et Argout fait 2,93. Largier est juste majoritaire dans son canton et celui de Bourg-Saint-Andéol. 

### Fin de carrière (1932-1940)
À la suite de sa défaite lors des législatives, Edmond Largier se consacre exclusivement à son mandat d'élu local. Réélu conseiller général le 7 octobre 1934 avec 51,16 % contre 45,17 % pour le socialiste Barbe et 3,67 pour Jouve (PCF). L'influence politique de Largier dans son canton se réduit rapidement avec notamment son opposition à l'union de la SFIO avec le PCF. Pressentie pour être candidat lors des législatives de 1936, il décline au profit du radical socialiste Franck Chante qui sera battu par Froment. Le mandat d'Edmond Largier se termine en 1940 à la suite de la débâcle. Après la guerre en 1945, il cesse toute activité politique et Edmond Largier décédera le 26 septembre 1953 à Paris à son domicile de l'avenue Foch. Il était aussi officier de la Légion d'honneur et une place porte son nom à Villeneuve-de-Berg.

## Détail des fonctions et des mandats
- 5 mars 1922 - 1940 : Conseiller général du canton de Villeneuve-de-Berg
- 29 avril 1928 - 19 mai 1932 : Député de l'Ardèche

## Sources
- « Edmond Largier », dans le Dictionnaire des parlementaires français (1889-1940), sous la direction de Jean Jolly, PUF, 1960 [détail de l’édition]